# Kostel svatého Pankráce (Praha)
Filiální Kostel svatého Pankráce na Pankráci v městské části Praha 4 je původně gotická, raně barokně přestavěná budova se samostatně stojící zvonicí. Je jednou z nejstarších kulturních památek Prahy 4.

## Poloha

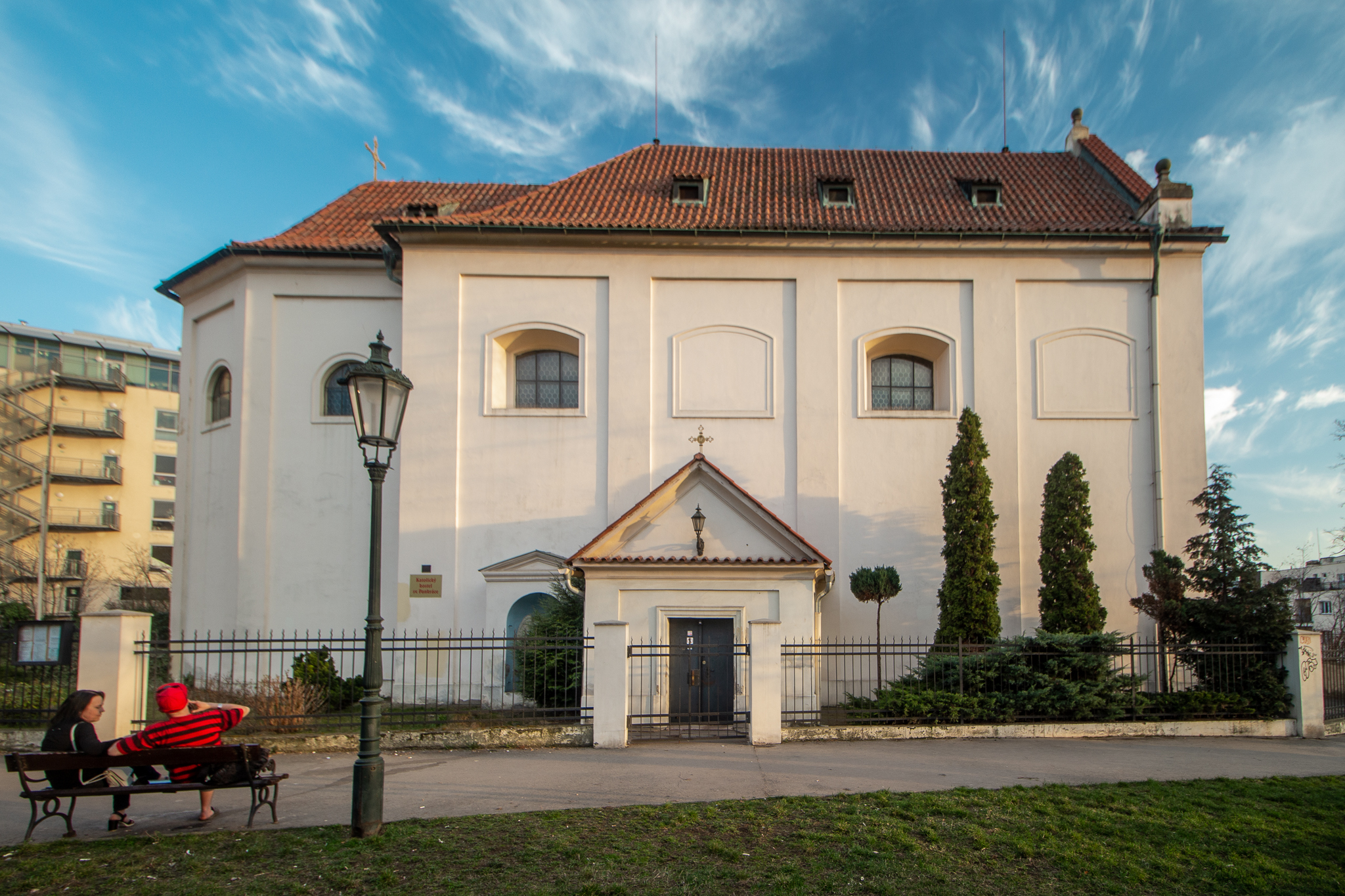
Kostel svatého Pankráce

Kostel sv. Pankráce se nachází v parčíku mezi ulicemi Na Pankráci, Sinkulova a Na Klikovce na katastru Nuslí. Podle patrona kostela, římského mučedníka sv. Pankráce, je odvozen název celé přilehlé čtvrti včetně sídlišť, tramvajové vozovny, věznice nebo stanice metra.

## Historie
V místě dnešního kostela (tehdy ve vesnici zvané Krušina) býval v 11. století hřbitov, kde stávala románská rotunda. Ta byla později přestavěna na gotický kostel. Ten byl však v době husitských válek, v listopadu roku 1420 poškozen v souvislosti s bitvou u Vyšehradu.
Další škody utrpěl za třicetileté války, roku 1648, kdy jej poničila císařská či švédská střelba při švédském obléhání Prahy. Z této doby jsou také dělové koule, které jsou dodnes patrné ve zdi kostela. O dva roky později, roku 1650, kostel opravili michelští jezuité. Roku 1757 byl však opět vypleněn pruskou armádou. Po zrušení jezuitského řádu roku 1773 byl kostel opuštěn (odsvěcen - správnějším vyjádřením by bylo, že jej církev přestala využívat, protože pojem odsvěcení kostela v katolické církvi neexistuje) a do roku 1818 využíván jako sklad střelného prachu. Na přelomu 19. a 20. století byl však kostel opět vysvěcen a přidělen pod správu nuselského kostela svatého Václava. Pravidelné využití pro bohoslužby je v alternaci s kostelem sv. Václava zejména o Vánocích a Velikonocích (v roce 2023 např. mše svatá na "Škaredou středu" sv. týdne).
Při archeologickém průzkumu v letech 1968–1970 bylo pod kostelem odhaleno základové zdivo románské rotundy z konce 12. století. Průzkum byl prováděn v souvislosti s ražbou tunelů metra mezi stanicemi Gottwaldova (tehdy pracovní název stanice "Nuselský most", dnes stanice metra C "Vyšehrad") a Pražského povstání na trase C. Kromě základů rotundy byly během průzkumu objeveny pozůstatky hrobů, neboť u kostela býval před staletími hřbitov. Nejstarší nalezené hroby pocházejí z přelomu 11. a 12. století.
Dnes je kostel svatého Pankráce součástí nuselské farnosti římskokatolické církve.
Poblíž v malém parku stojí pomník obětem první světové války, dílo sochařů J. Slámy a J. Gabriela, odhalený v červenci 1925, na jehož vrcholu zaujme mohutný orel ve vzletu (modelem pro plastiku byl živý orel "Fanouš", kterého přivezli českoslovenští legionáři ze Sibiře).

## Výzdoba
- nástěnná malba sv. Pankráce nad hlavním oltářem
- nástropní malba anděla s ratolestí
- obraz sv. Františka Xaverského
- obraz sv. Václava a sv. Ludmily
- obraz sv. Ignáce z Loyoly
- obraz sv. Františka z Assisi
- obraz Svaté rodiny s medailonky Čtrnácti svatých pomocníků[5]

## Zvonice

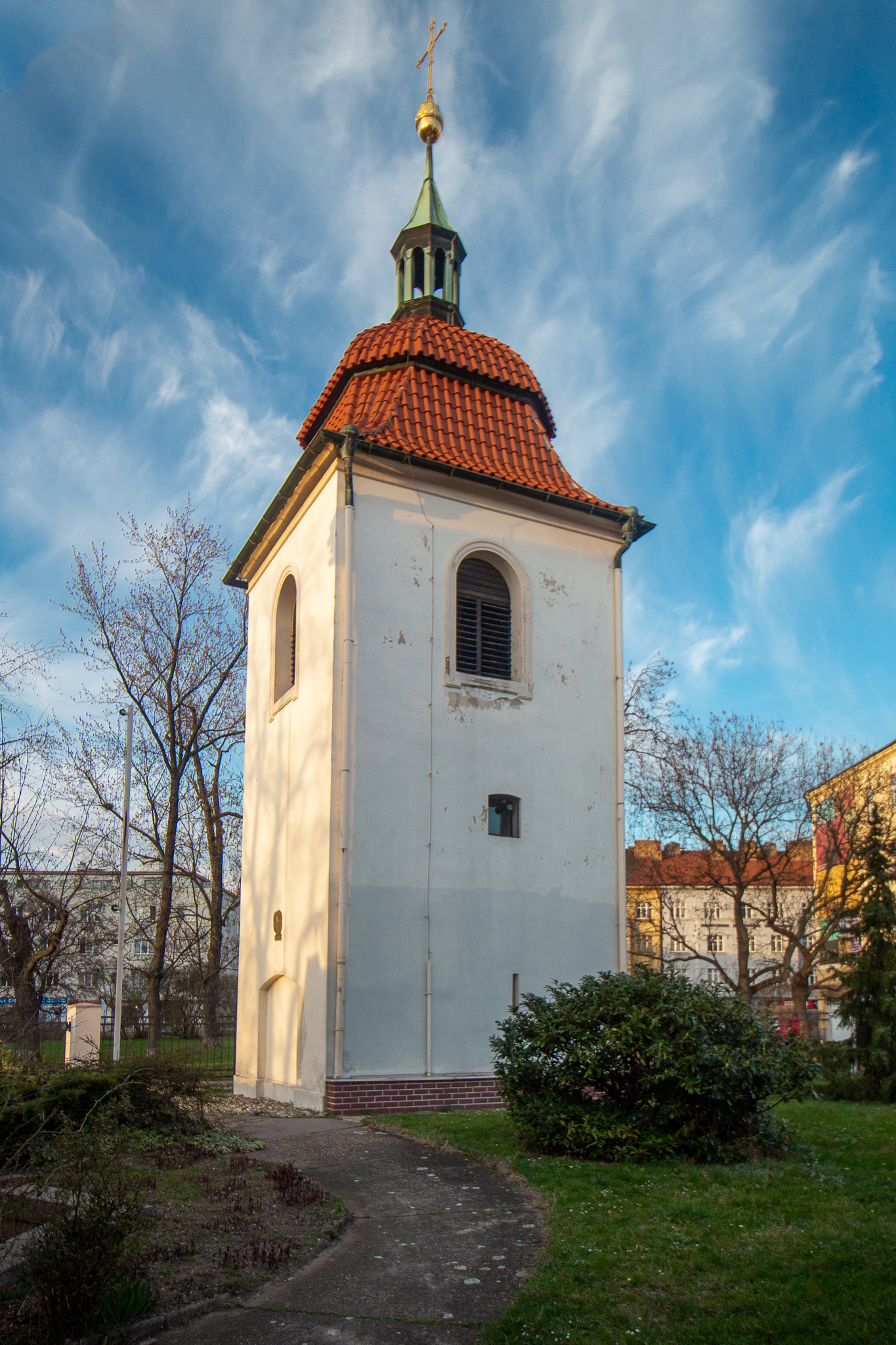
Zvonice kostela

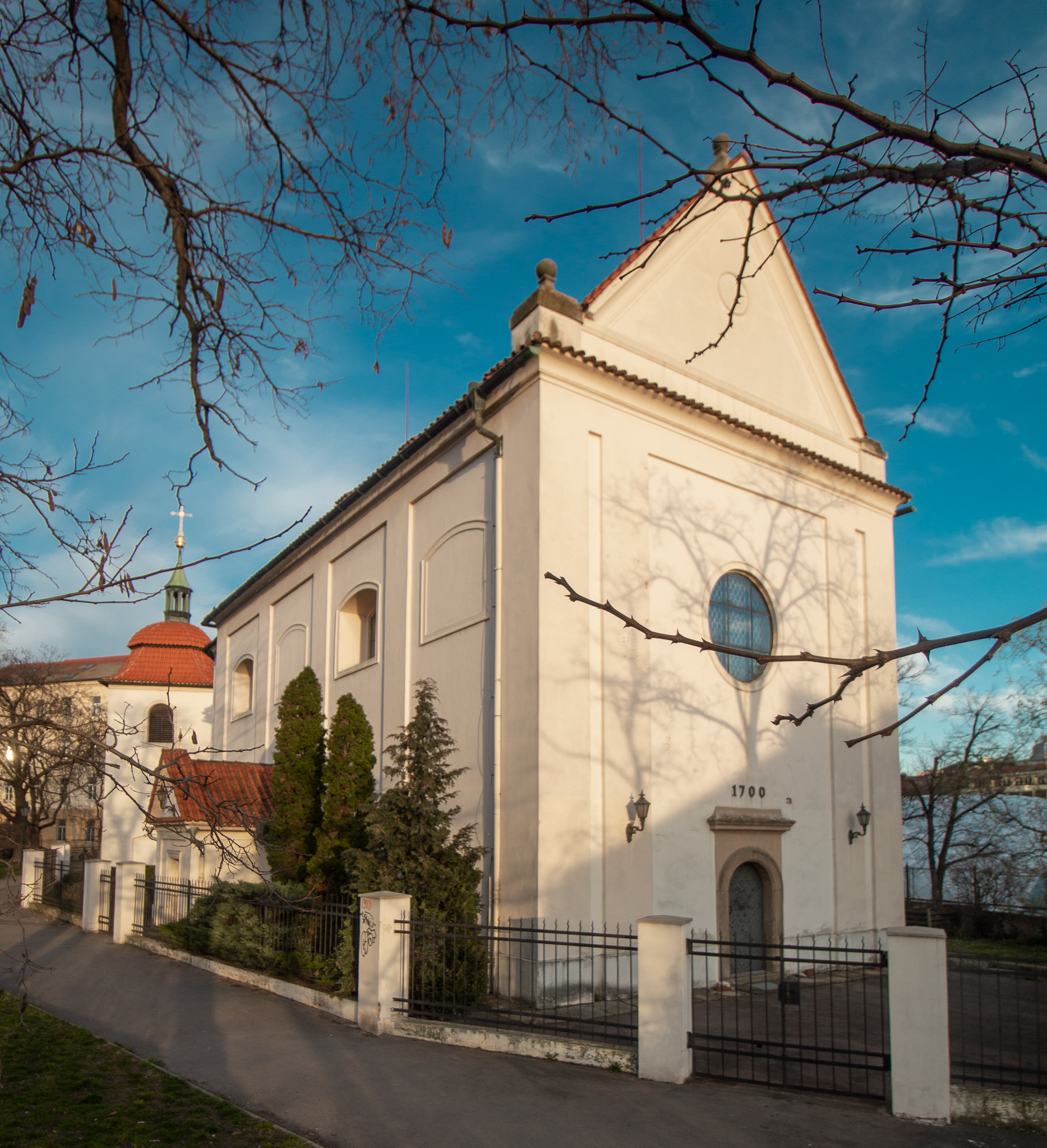
Západní průčelí kostela

Vedle kostela stojí čtyřboká barokní 19 a půl metru vysoká věž zvonice. Do její severní zdi byla při výstavbě vložena černá kamenná deska s tajemným nápisem. Věž má půlkulatá střílnová okna, osazená střechou s lucernou a makovicí.
Ve zvonici je zavěšen jeden z nejstarších zvonů v Čechách od zvonaře Bartoloměje Pražského z roku 1505. Zvon jehož průměr činí 1,20 m, výška 86 cm a hmotnost 350 kg, je zdoben reliéfem sv. Jakuba menšího s knihou. Zvon se však do zdejší zvonice dostal až roku 1700.
Při výstavbě linky C pražského metra, která vede přímo pod zvonicí, bylo nutné zpevnit její základy.
V roce 2003 bylo nutno provést demontáž a opravu závěsu zvonu. Poté byl zvon znovu zavěšen a zvonění je řízeno počítačem.